# 3-as főút
3-as főút (hármas főút, ungarisch für ‚Hauptstraße 3‘) ist eine ungarische Hauptstraße.

## Verlauf
Die Straße beginnt in Budapest und führt in ostnordöstlicher Richtung über Gödöllő, Hatvan, Gyöngyös, Füzesabony und Mezőkövesd nach Emőd, bis dort weitgehend parallel zur Autobahn Autópálya M3 (Europastraße 71), wendet sich dann nach Norden, durchzieht Miskolc und führt, zugleich die Europastraße 71 bildend, parallel zum Fluss Hernád an der Stadt Encs vorbei zur ungarisch-slowakischen Grenze bei Tornyosnémeti, wo sie in die slowakische Cesta I. triedy 17 nach Košice (Kaschau, ungarisch Kassa) übergeht.
Die Gesamtlänge der Straße beträgt 285 Kilometer.